# Lomviksgården

Lomviksgården är en storbondegård och gränshandelsstation uppförd åren 1867-1868 på en udde i Flötningssjön i Idre socken och Älvdalens kommun, nära byn Flötningen invid den svensk-norska gränsen. Sedan 1991 är gården ett K-märkt byggnadsminne.

## Källa
- www.lomviksgarden.se